# Rona de Sus
Rona de Sus là một xã thuộc hạt Maramureș, România. Dân số thời điểm năm 2002 là 4710 người.